# 斯坦福德 (纽约州)
斯坦福德是位于美国纽约州特拉华县的一个镇，地处特拉华县东部，紧邻斯科哈里县。2010年美国人口普查时，该镇有2267人。其面积为48.6平方英里。